# دكوة سودانية
الدكوة السودانية هو اسم شعبي للفول السوداني المسحوق بعد تحميصه ويكون في شكل «معجون أو زبدة الفول السوداني».

## فوائدها
- أطعمة غنية بالعناصر الغذائية[2]
- غنية بالدهون
- غنية بالفيتامينات
- تستخدم كبديل للحوم في عدد من الأكلات السودانية.

## استخدامتها
تستخدم في عدد من الأطباق السودانية على سبيل المثال:
- السلطات المطبوخة أو العادية (مثلا حيث تقطع السلطة مثل الطماطم والعجور والجرجير والبصل إلى حبيبات صغيرة)
- الأقاشي
- ملاح الروب
- ملاح السمك
- ملاح الكول السوداني
- البطاطاس
- البطاطا الحلوة (البمبي)
- أم فتفت مع المكرونة[3]
- الدُّقة السودانية (يحضر عن طريق تذويب الدكوة مع الليمون والملح وقليل مع الماء ويخلط مع بعض ويؤكل مع عدد من المأكولات)

## أنواعها
- دكوة الفول السوداني الحمراء (الدكوة الحمراء)
- دكوة الفول السوداني البيضاء (الدكوة البيضاء)
- دكوة السمسم

## معرض صور

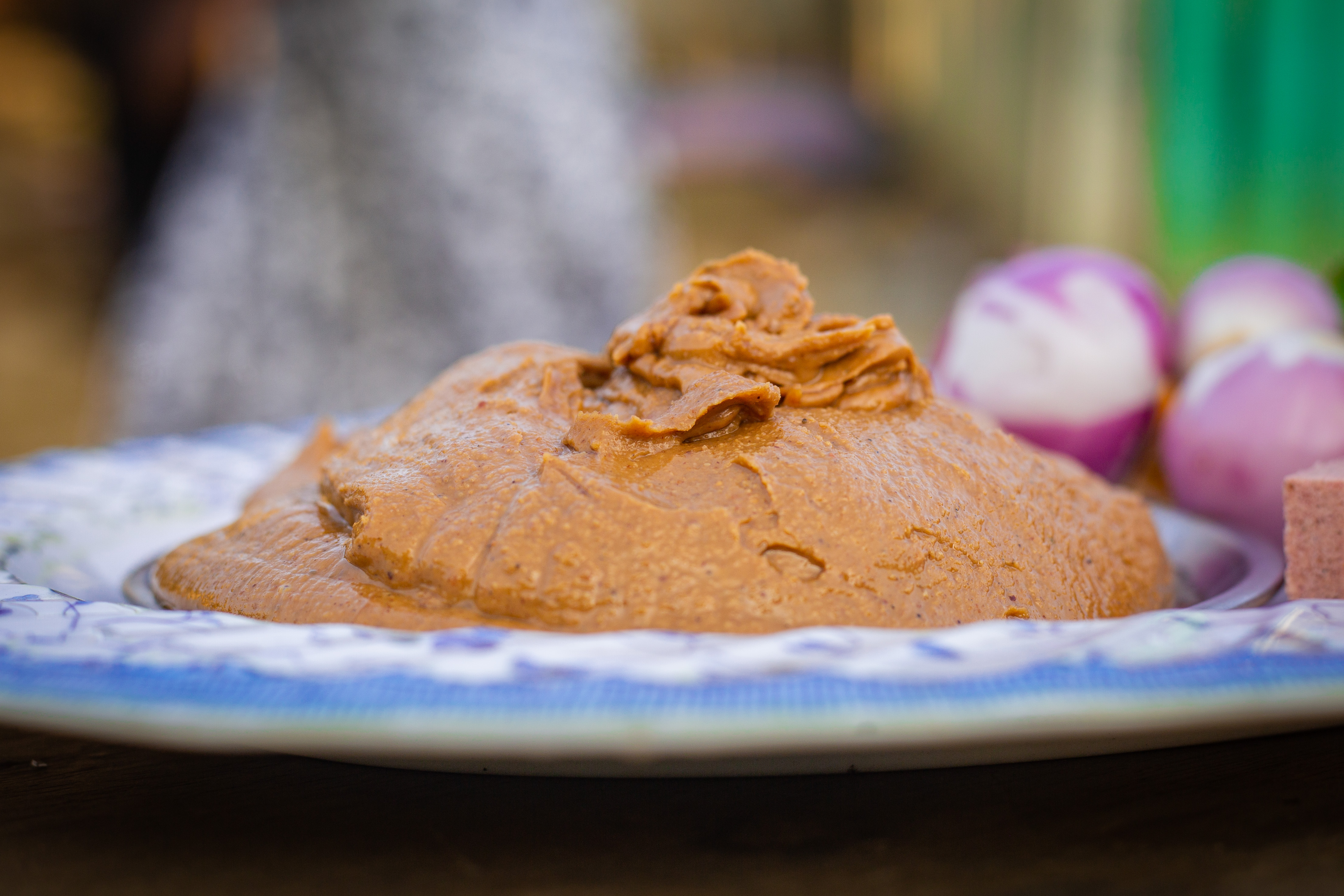
الدكوة السودانية الحمراء
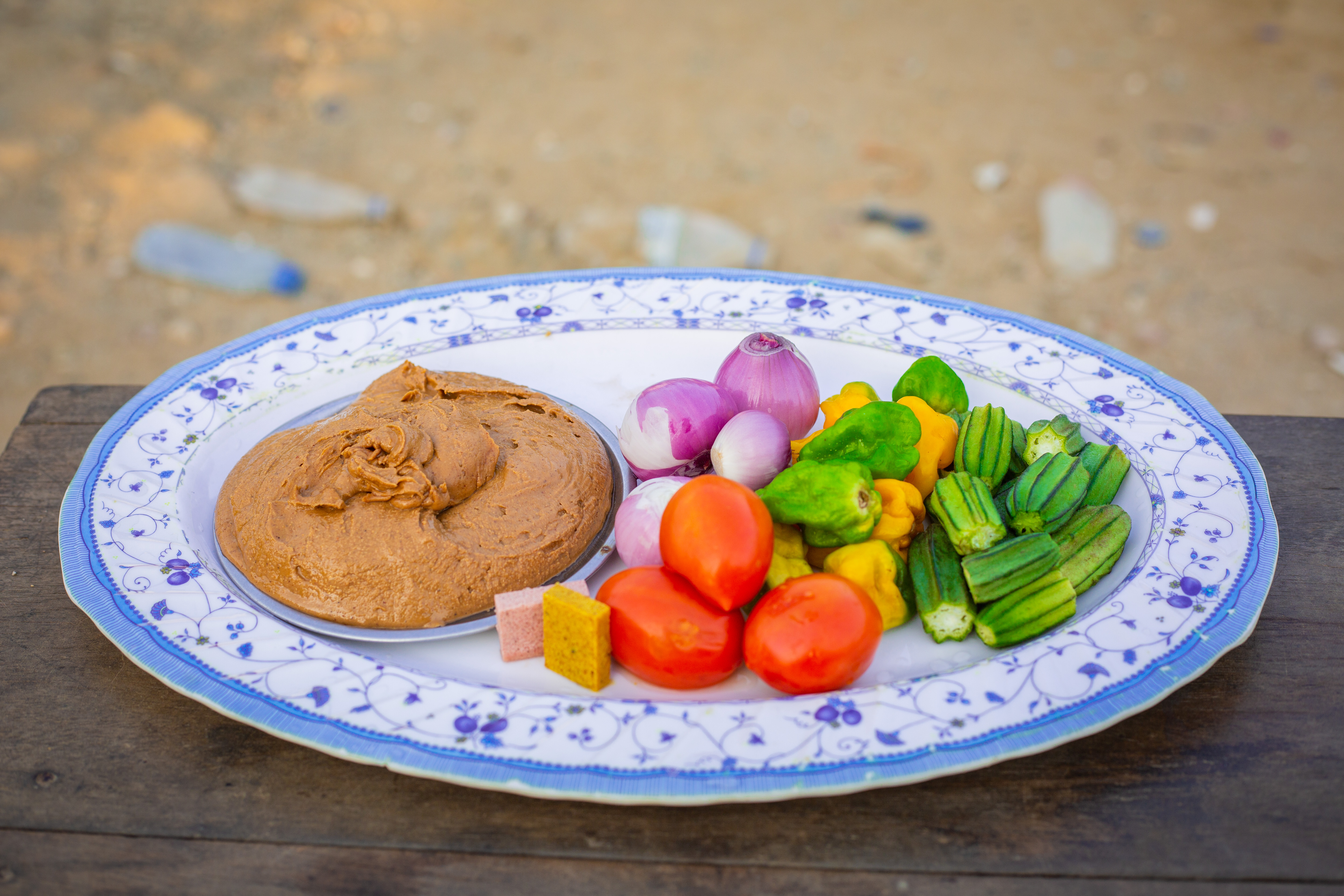
الدكوة الحمراء مع السلطة قبل إعدادها
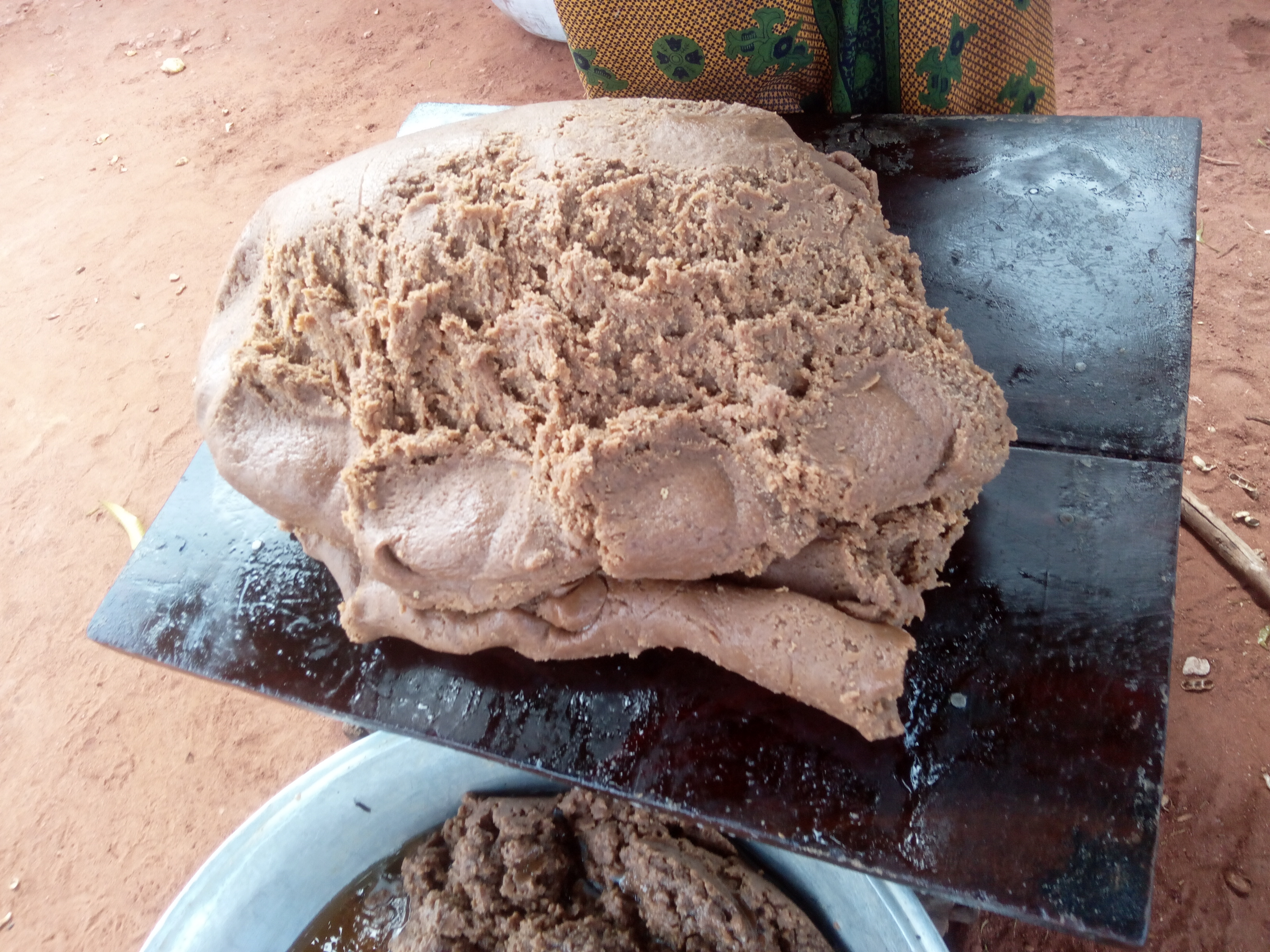
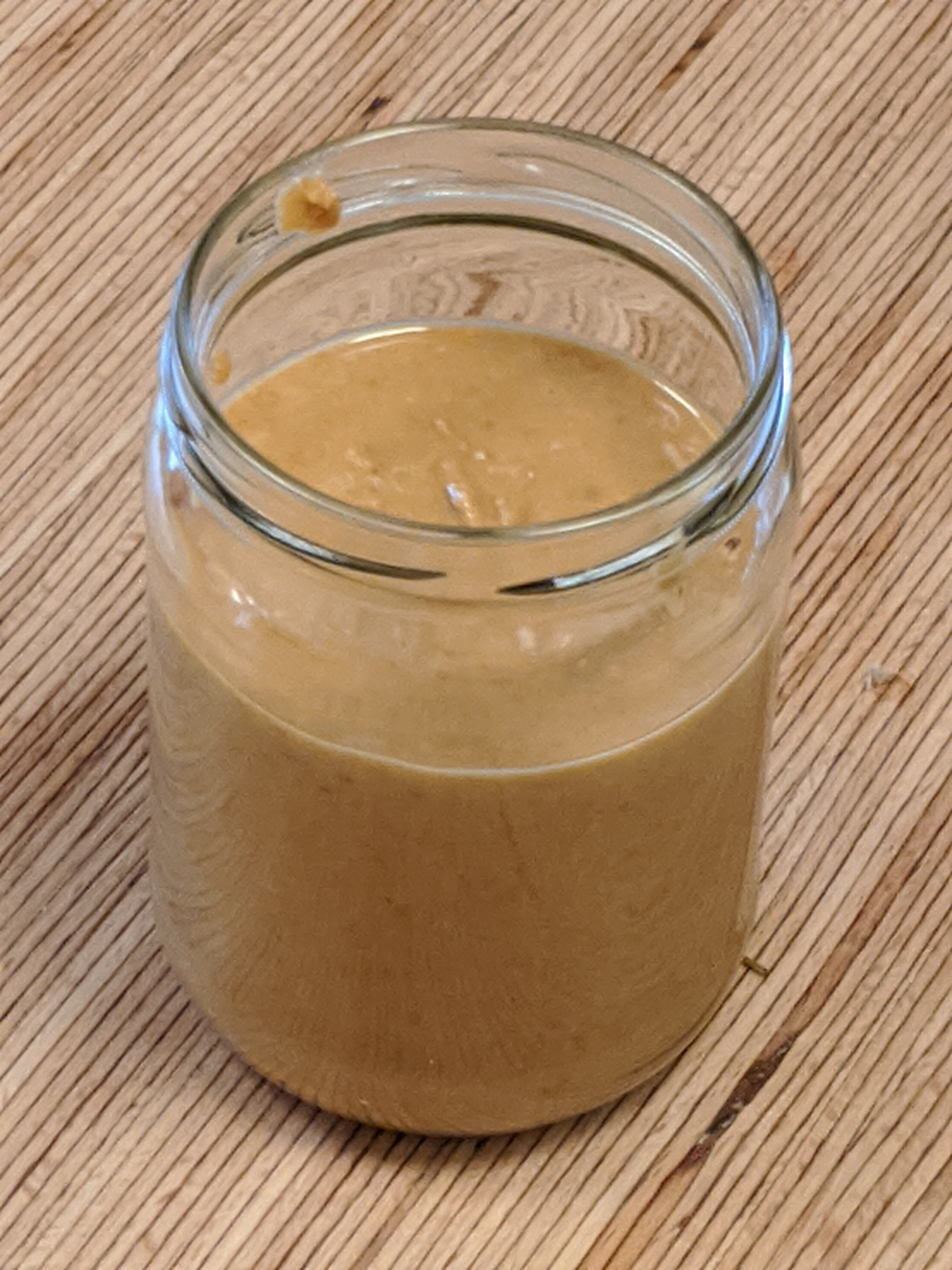
الدكوة السائلة
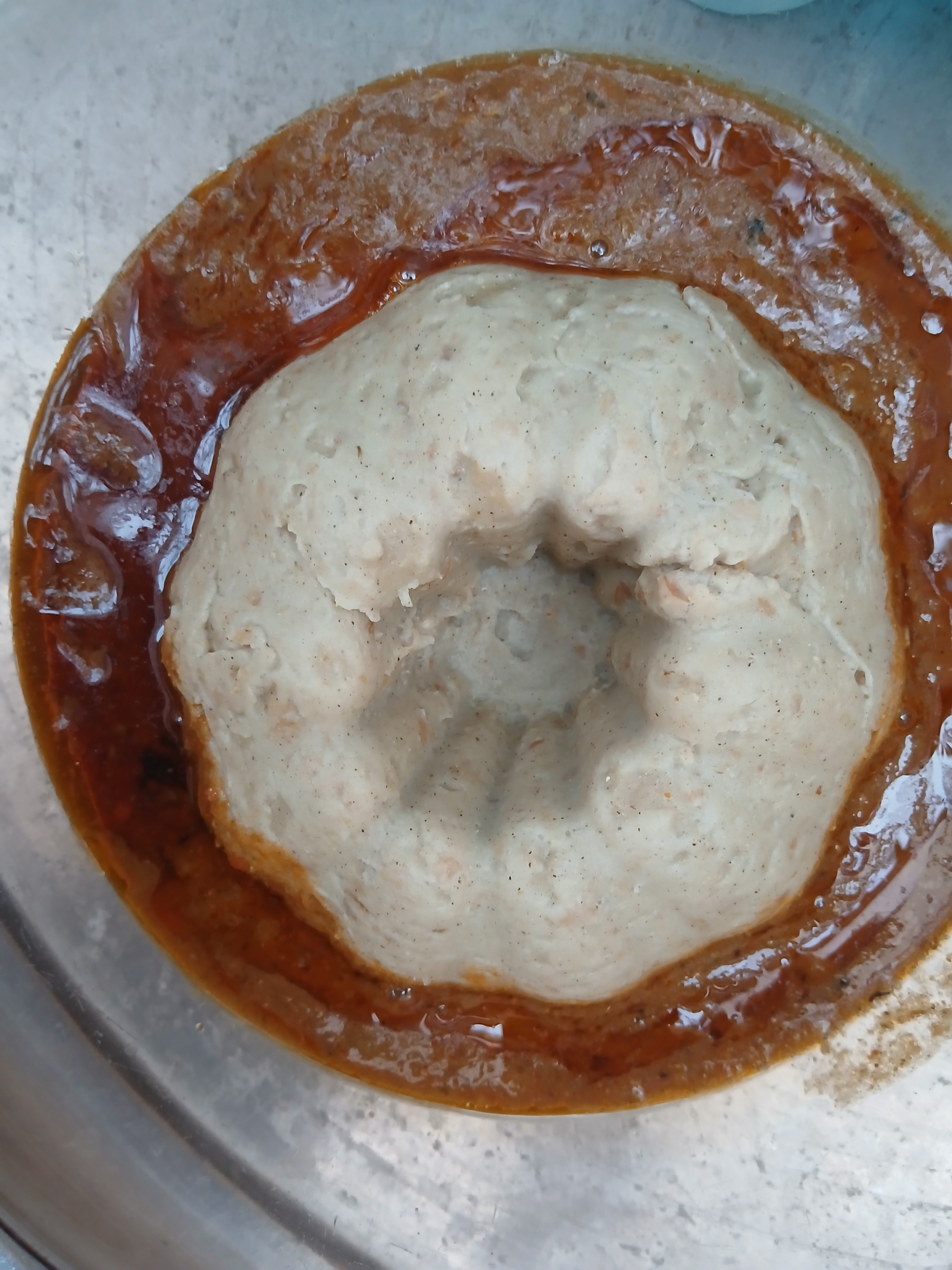
عصيدة مع ملاح السمك بالدكوة
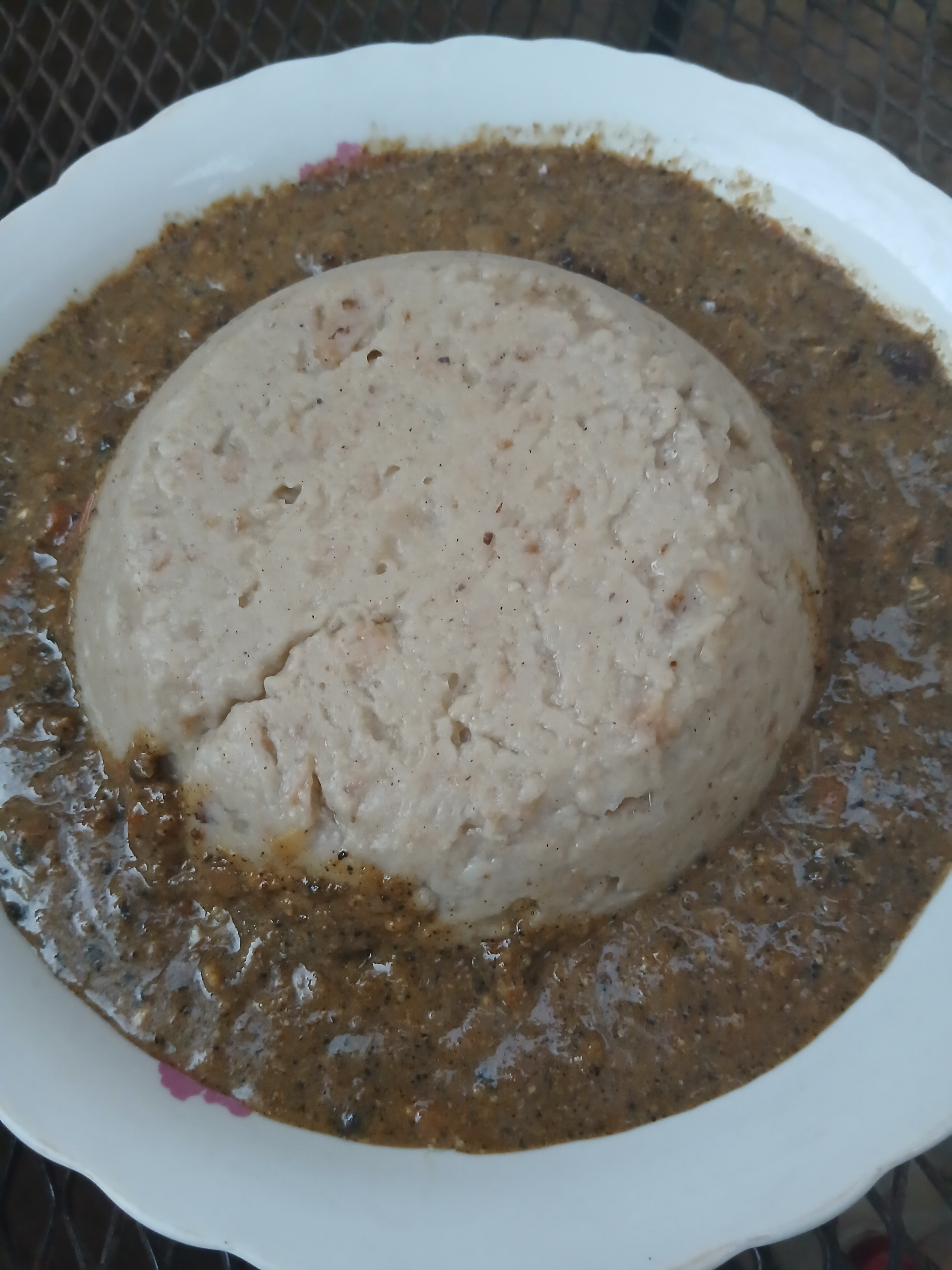
ملاح الكول بالدكوة